# 1826 en science
| Années de la science : 1823 - 1824 - 1825 - 1826 - 1827 - 1828 - 1829    |
| Décennies de la science : 1790 - 1800 - 1810 - 1820 - 1830 - 1840 - 1850 |

Cet article présente les faits marquants de l'année 1826 en science.

## Événements
- 1er avril : l'inventeur américain Samuel Morey obtient un brevet pour une moteur à combustion interne alimenté par une combinaison d'éthanol et de térébenthine[1].
- 29 avril : fondation de la Société zoologique de Londres par Thomas Stamford Raffles[2].

- 22 mai : le HMS Adventure et le HMS Beagle quittent Plymouth pour une mission hydrographique en Patagonie et Terre de Feu dirigée par le capitaine australien Phillip Parker King[3].

- 24 juin : retour à Brest de la frégate Thétis et de la corvette L’Espérance à l’issue d’un voyage autour du monde dirigé par Hyacinthe de Bougainville commencé en mars 1824[4].

- 25 juillet : Pierre Jean Robiquet et Jean-Jacques Colin annoncent dans un mémoire lu à l'Institut qu'ils ont isolé l'alizarine, un colorant essentiel extrait de la racine de garance. Dans un second mémoire lu le 30 juillet 1827, ils font part de leur découverte de la purpurine, extrait elle aussi de la garance[5].

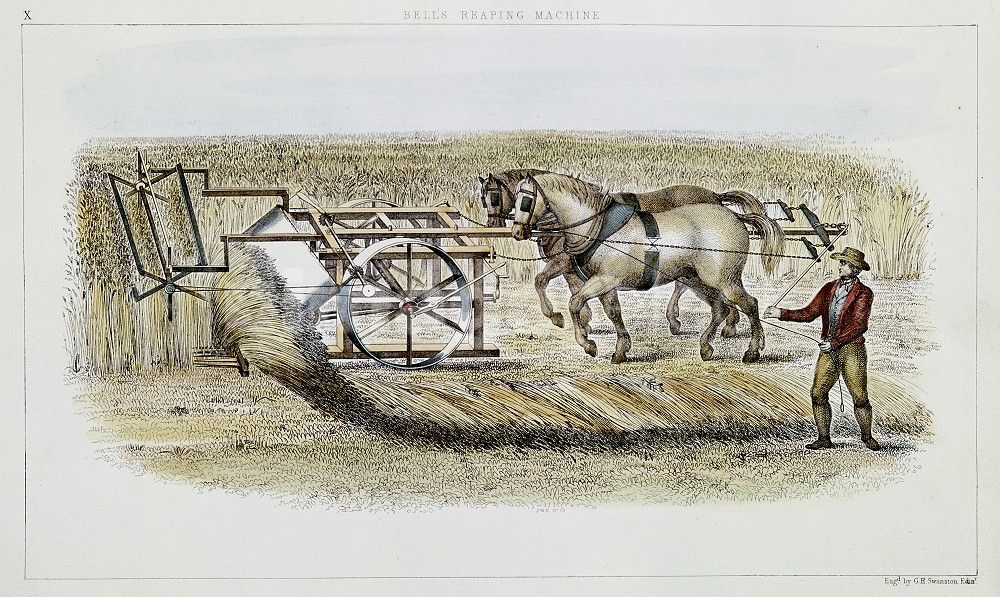
La moissonneuse de Patrick Bell.

- L'Écossais Patrick Bell (en) met au point une moissonneuse mécanique opérationnelle poussée par les chevaux[6].
- Le pharmacien allemand Otto Unverdorben découvre l'aniline dans son laboratoire familial par distillation de l'indigo[7].
- Le chimiste Antoine-Jérôme Balard découvre le brome[8].
- Michael Faraday établit la composition de la naphtaline[9].
- Mary Somerville envoie son premier article The magnetic properties of the violet rays of the Solar spectrum à la Royal Society ; il est lu par son mari car la Royal Society n'accepte pas les femmes[10].

## Publications
- Johannes Peter Müller : Zur vergleichenden Physiologie des Gesichtssinns des Menschen und der Thiere (De la physiologie comparée du sens de la vue de l'homme et des animaux).

## Prix
- Médailles de la Royal Society
  - Médaille Copley : James South
  - Médaille royale : James Ivory et John Dalton

## Naissances

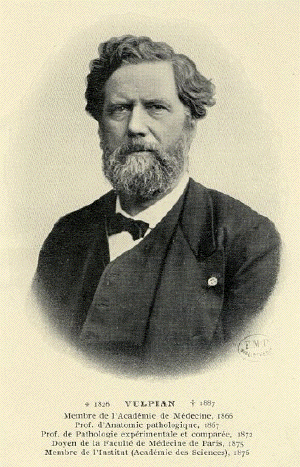
Alfred Vulpian

- 5 janvier : Alfred Vulpian (mort en 1887), physiologiste et neurologue français.

- 5 février : Henry Testot-Ferry (mort en 1869), géologue, archéologue et paléontologue français.
- 12 février : Moritz Traube (mort en 1894), chimiste allemand.
- 15 février
  - Emmanuel Liais (mort en 1900), astronome, botaniste et explorateur français.
  - George Stoney (mort en 1911), physicien irlandais.
- 16 février : Hans Peter Jörgen Julius Thomsen (mort en 1909), chimiste danois.

- 4 avril : Zénobe Gramme (mort en 1901), électricien belge.

- 6 mai :
  - Franz Woepcke (mort en 1864), mathématicien et historien des mathématiques allemand.
  - Leopold Ivanovitch von Schrenck (mort en 1894), naturaliste, ethnologue et zoologiste russe.
- 10 mai : Henry Clifton Sorby (mort en 1908), géologue britannique.
- 26 mai : Richard Christopher Carrington (mort en 1875), astronome anglais.

- 16 juin : Constantin von Ettingshausen (mort en 1897), botaniste et paléontologue autrichien.
- 26 juin : Adolf Bastian (mort en 1905), polymathe allemand.
- 29 juin : Charles Ernest Beulé (mort en 1874), archéologue et homme politique français.

- 7 juillet : Charles Todd (mort en 1910), astronome et télégraphiste anglais.
- 13 juillet : Stanislao Cannizzaro (mort en 1910), chimiste italien.
- 29 juillet : Karl Mayer-Eymar (mort en 1907), paléontologue et géologue suisse.

- 7 septembre : Armand David	(mort en 1900), missionnaire lazariste, zoologiste et botaniste français.
- 3 octobre : Hormuzd Rassam (mort en 1910), voyageur et assyriologue irakien.
- 18 octobre : Eugène Arnaud (mort en 1905), pasteur, archéologue et historien français.

- 28 novembre : Matveï Goussev (mort en 1866), astronome russe.

- 2 décembre : Gustave de Walque (mort en 1905), géologue et professeur d'université belge.
- 16 décembre : Giovanni Battista Donati (mort en 1873), astronome italien.

## Décès

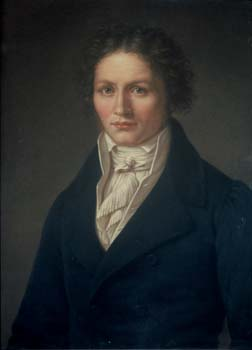
Johann Baptist von Spix

- 6 janvier : John Farey (né en 1766), géologue et écrivain anglais.
- 20 janvier : Stanisław Staszic (né en 1755), homme d'État, philosophe, poète, géologue, prêtre et écrivain polonais.

- 14 mars : Jean Baptiste Leschenault de la Tour (né en 1773), botaniste et ornithologue français.

- 15 mai : Johann Baptist von Spix (né en 1781), zoologiste et explorateur allemand.

- 7 juin : Joseph von Fraunhofer (né en 1787), opticien et physicien allemand.

- 5 juillet : 
  - Joseph Louis Proust (né en 1754), chimiste français.
  - Thomas Stamford Raffles (né en 1781), militaire et naturaliste britannique.
- 13 août : René-Théophile-Hyacinthe Laennec (né en 1781), médecin français.
- 25 octobre : Philippe Pinel (né en 1745), aliéniste français.

- 23 novembre : Johann Elert Bode (né en 1747), astronome allemand.